# Prix littéraire Saint-Valentin
Le Prix littéraire Saint-Valentin existe depuis 2001. Créé à l'initiative de Marie-Laure Lavenir et Thierry Nahon, il récompense "l'impertinence du discours, la pertinence du style et la modernité littéraire" au service du genre amoureux. Le prix est remis à l'occasion de la "Nuit du roman d'amour".
Il est, avec le Prix "Le Prince-Maurice" du roman d'amour et le Prix Guanahani du roman d'amour l'un des trois prix récompensant les qualités d'écriture et la sensibilité d'un roman d'amour.

## Les lauréats
- 2008 Dominique Mainard pour Je voudrais tant que tu te souviennes (Joëlle Losfeld)
- 2007 Nicolas Fargues pour J'étais derrière toi (POL)
- 2006 Delphine de Vigan pour Un soir de décembre (Jean-Claude Lattès)
- 2005 Astrid d'Ozan pour Catin (Table ronde)
- 2004 Pierre Vavasseur pour Le jour ou j'ai quitté ma femme